# 米切萊納

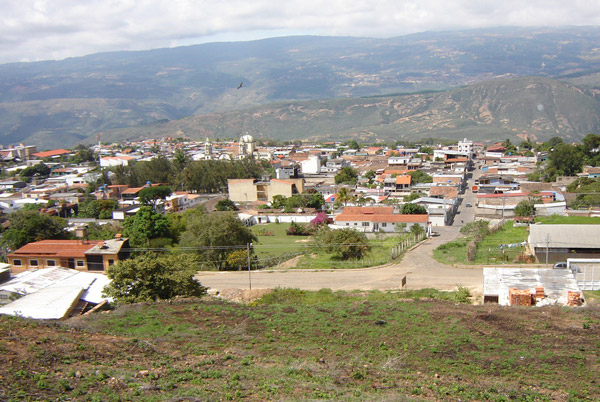

米切萊納是委內瑞拉的城鎮，由塔奇拉州負責管轄，位於該國西北部，毗鄰與哥倫比亞接壤的邊境，始建於1849年3月4日，海拔高度1,200米，人口22,500。